# Тинкалюк Микола
Мико́ла Тинкалю́к (нар. 1954, Снідавка, Івано-Франківська область) — львівський фотомайстер, заслужений художник Міжнародної федерації фотомистецтва при ЮНЕСКО, член Національної спілки фотохудожників України з 1989 року.
Микола Тинкалюк народився у 1954 році. Закінчив сільську восьмирічну школу, Косівський технікум народних художніх промислів, здобув фах художника — майстра з обробки кольорових металів.
У 1973 приїхав на роботу до Львова. 44 роки пропрацював на посаді ювеліра-модельєра Львівського ювелірного заводу.
Фотографією захопився в 1971 році. 3 1988 року бере активну участь у міжнародних салонах (більше 1000). У 2003 році отримав звання AFIAP, а в 2006 році — EFIAP. Експонувався у 39-ти країнах світу на більш 300-стах салонах, на яких здобув понад сотню нагород.